# Dactyloctenium capitatum
Dactyloctenium capitatum är en gräsart som beskrevs av Aimée Antoinette Camus. Dactyloctenium capitatum ingår i släktet knapphirser, och familjen gräs.
Artens utbredningsområde är Madagaskar. Inga underarter finns listade i Catalogue of Life.